# Streptogyna
Tribu
Genre
Streptogyna est un genre de plantes monocotylédones de la famille des Poaceae, sous-famille des Oryzoideae.
C'est l'unique genre de la tribu monotypique des Streptogyneae.

## Liste d'espèces
Selon World Checklist of Selected Plant Families (WCSP) (3 septembre 2016) :
- Streptogyna americana C.E.Hubb. (1956)
- Streptogyna crinita P.Beauv. (1812)